# Municipio de San Vicente Lachixío
El municipio de San Vicente Lachixío es uno de los 570 municipios del estado mexicano de Oaxaca. Su cabecera es la localidad de San Vicente Lachixío.

## Geografía
El municipio de San Vicente Lachixío colinda al norte con los municipios de Santa María Lachixío y San Miguel Mixtepec; al este con el municipio de Villa Sola de Vega; al sur con los municipios de Santa María Sola y Villa Sola de Vega; al oeste con el municipio de Zimatlán de Álvarez.

## Localidades
El municipio de San Vicente Lachixío cuenta con nueve localidades.
| Localidad            | Población (2020) |
| -------------------- | ---------------- |
| Ejido el Rincón      | 1568             |
| San Vicente Lachixío | 1509             |
| Loma Larga           | 57               |

## Gobierno
El municipio de San Vicente Lachixío se rige mediante el sistema de usos y costumbres.
| Presidente municipal              | Periodo   |
| --------------------------------- | --------- |
| Cirilo Jiménez Nolasco            | 1996-1998 |
| Juan Manuel Cruz Cruz             | 1999-2001 |
| Joaquín Cruz Sánchez              | 2002-2004 |
| Eugenio Martínez Barcelo          | 2005-2007 |
| Matías Modesto Reyes Sánchez      | 2008-2010 |
| Valente Hernández Molina          | 2011-2013 |
| Pascual Sánchez Sánchez           | 2013-2016 |
| Pedro Magdaleno Sánchez Sánchez   | 2017-2019 |
| Erasto Francisco Sánchez Martínez | 2020-2022 |
| Enrique Jaime Sánchez Hernández   | 2023-2025 |